# Calle del Seminario
La calle del Seminario es una vía pública de la ciudad española de Segovia.

## Descripción
La calle conecta la plaza de Adolfo Suárez —conocida hasta 2014 como «plaza del Seminario»— con la de los Espejos. El nombre lo toma del Seminario Conciliar de Segovia, situado en las inmediaciones. Aparece descrita en Las calles de Segovia (1918) de Mariano Sáez y Romero con las siguientes palabras:

Seminario.—Está comprendida entre las plazuelas del Seminario y de los Espejos. Es una calle corta rotulada así, por estar próxima al Seminario Conciliar. Hasta hace poco tiempo, partía de esta vía una calle estrecha que iba a dar enla del Saúco y conocida con el nombre de calle de los Doctrinos, la que ha sido cerrada por sus extremos, convirtiéndose todo su interior en dependencias del Seminario y casas contiguas adquiridas por el Obispo Sr. Gandásegui. Se llamaba antiguamente Seminario menor de los Doctrinos por la fundación de hospital y colegio para enseñanza de niños de la doctrina cristiana, establecida por el Obispo de Segovia Pérez de Ayala en 1564, y extinguida la fundación, continuó la capilla abierta al culto, bajo la advocación de Nuestra Señora de la Paz.
(Sáez y Romero, 1918, pp. 181-182)